# Maria Wern – Alla de stillsamma döda
Maria Wern – Alla de stillsamma döda är en TV-serie som sändes på TV4 under hösten 2010. Under två avsnitt får man följa kriminalinspektör Maria Werns (Eva Röse) jakt på en mördaren efter att ett par fiskare hittat en död man. Den döda mannen bär en ring från Cypern, samma som den försvunna Clarence hade som blivit hotad till livet.
Serien är baserad på Anna Janssons bok med samma namn som utkom 2001. Med i rollistan finns förutom Eva Röse även Reuben Sallmander och Allan Svensson.

## I rollerna
- Eva Röse – Maria Wern
- Allan Svensson – Hartman
- Peter Perski – Arvidsson
- Ulf Friberg – Ek
- Tanja Lorentzon – Erika Lund
- Reuben Sallmander – Patrik Hedlund
- Anja Lundqvist – Rosemarie Haag
- Magnus Reinfeldt – Clarence Haag
- Anastasios Soulis – Loke
- Mylaine Hedreul – Lena Hartmann
- Thomas W. Gabrielsson – Ivan Sirén
- Karin Bergquist – Sekreterare
- Pierre Lindstedt – Egil Hägg
- Pierre Björkman – Gustav Hägg
- Conny Vakare – Odd Molin
- Oscar Pettersson – Emil Wern
- Matilda Wännström – Linda Wern
- Lotta Thorell – Marianne Hartmann
- Fredrik T Olsson – IT-tekniker
- Bengt Magnusson – Nyhetsankare